# ДП-65

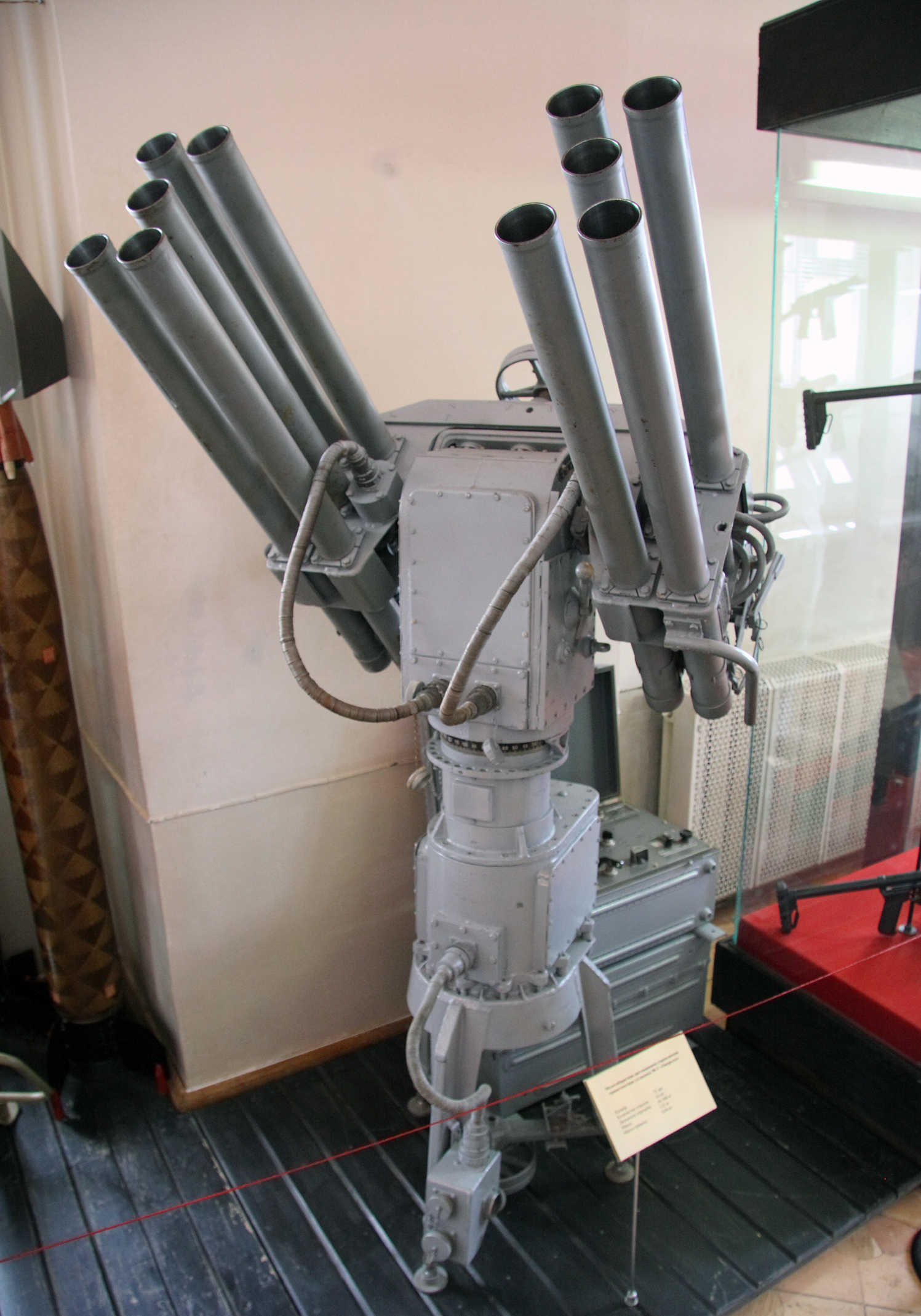
98У в Тульском музее оружия

ДП-65 (обозначение МТУ ВМФ 98У) — малогабаритный дистанционно-управляемый противодиверсионный гранатомётный комплекс.
Предназначен для защиты кораблей, гидротехнических сооружений, морских платформ и других важных морских и прибрежных объектов от нападения боевых подводных пловцов и диверсантов.
Устанавливается как непосредственно на плавучих объектах, так и на берегу.
Для обнаружения цели гранатомётный комплекс оборудован опускной гидроакустической станцией 747, которая работает в любом направлении вокруг станции на дальность до 400 м.
При использовании гидроакустической станции «АНАПА-МЭ» гранатомётный комплекс обеспечивает автоматическое обнаружение цели, наведение станцией комплекса на цель и её сопровождение до уничтожения.
Граната РГ-55М, созданная для гранатомётного комплекса, предназначена для надёжного поражения подводных диверсантов на глубинах до 40 м в радиусе 16 м.

## ТТХ
- Калибр 55 мм
- Количество стволов 10 шт
- Высота 1820 мм
- Ширина 970 мм
- Длина 780 мм
- Масса установки 132 кг
- Дальность стрельбы 50-500 (1000*) метров
- Угол вертикальной наводки −38 … +48 градусов
- Угол горизонтальной наводки −168 … +168 градусов (при стрельбе гранатой РГ-55-1)